# 八頭身モナー
八頭身モナー（はっとうしんモナー）は、匿名掲示板2ちゃんねる発のアスキーアートである。

## 概要
八頭身モナーが初登場したのは2ちゃんねる内のスレッド「8頭身のモナーはキモイ」であるとされている。八頭身モナーはその後も、「キモがる>>1さんに8頭身モナーが片思いする」などのアスキーアートや、BUMP OF CHICKENの楽曲『Laugh Maker』のフラッシュなどにも使われている。

## 影響
ニコニコ動画発の「ゲッダン」では、2ちゃんねる発のアスキーアートである八頭身モナーが腰を振り、高速回転する動画が話題となった。
2009年8月14日に6666AAPが投稿した、Flash『夢の中へ』へのオマージュ作品ではアスキーアート「八頭身モナー」が登場しており、6666AAP自身も「八頭身モナー」をMMDで使いたかったと話している。
2009年8月には、動画『天野喜孝×ニコニコ動画 天野喜孝と「描いてみた」2525年の秋葉原』の中で、天野喜孝が2ちゃんねる内のアスキーアートをイラスト化するプロジェクトの1つとして「八頭身モナー」が候補に選ばれている。
2019年1月に「八頭身モナー」をアレンジしたアスキーアートがアメリカのツイッター社のアメリカ向けアカウントに使用された。
2019年にグラフィックデザイナーのティファニー・クーパーとコラボしたラベルをエビアンが発売した際に、バスティーユ広場を同性カップルが歩いている様子を描いたとみられるラベルを発売したとして同年11月29日にパリ在住のネットユーザーが「過剰なプロパガンダ」などと批判し、そのエビアンのラベルをゴミ箱に捨てる動画を投稿したことに対して、同月にエビアンのフランス向けのTwitterアカウントが「八頭身モナー」と見られるアスキーアートを用いて「delete your account（アカウントを消してね）」などと返したことで話題となった。